# Петухов, Николай Михайлович (политик)
Николай Михайлович Петухов (1792—1868) — российский государственный деятель, тайный советник (1856).

## Биография
Родился в 1792 году.
В службе находился с 19 ноября 1812 года. В 1841 году произведён в действительные статские советники, начальник Второго (камерального) отделения и член Кабинета Его Императорского Величества.
В 1856 году был произведён в тайные советники. На 1868 год в том же чине и должности.
Был награждён всеми российскими орденами вплоть до ордена Святого Александра Невского пожалованного ему 28 марта 1866 года. Также имел вюртембергский орден Фридриха (1847).
Умер 24 апреля (6 мая) 1868 года. Похоронен на Митрофаниевском кладбище в церкви Св. Митрофана) (там же была похоронена и его супруга, Наталья Ивановна).